# Reim dich oder ich fress dich

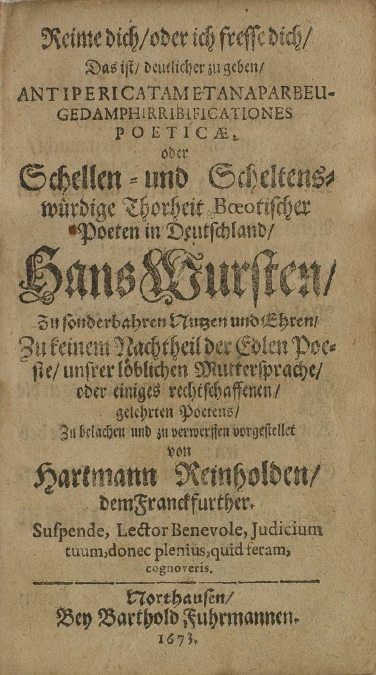
Titelblatt von Sacers Satire

Reim dich oder ich fress dich ist ein geflügeltes Wort, das Lied- und Gedichtverse beschreibt, die sich schlecht reimen.
Die Redewendung findet vor allem bei Kinder- oder anderen geselligen Liedern Anlass.
Der Ausdruck hat seinen Ursprung in Gottfried Wilhelm Sacers 1673 unter dem Pseudonym Reinhold Hartmann erschienener Satire Reime dich, oder ich fresse dich: das ist, deutlicher zu geben, Antipericatametanaparbeugedamphirribificationes Poeticae oder Schellen- und Scheltenswürdige Thorheit Boeotischer Poeten in Deutschland.